# 129137 Hippolochos
129137 Hippolochos este o planetă minoră (asteroid) din Asteroid troian al lui Jupiter. A fost descoperită pe 13 ianuarie 2005 la Jura-Observatorium⁠(d) de Michel Ory⁠(d). 
Obiectul prezintă o orbită caracterizată de o semiaxă mare de 5,1236411467356 UAi, o excentricitate de 0,057, o înclinație de 12,5 ° în raport cu ecliptica.